# Linieschip

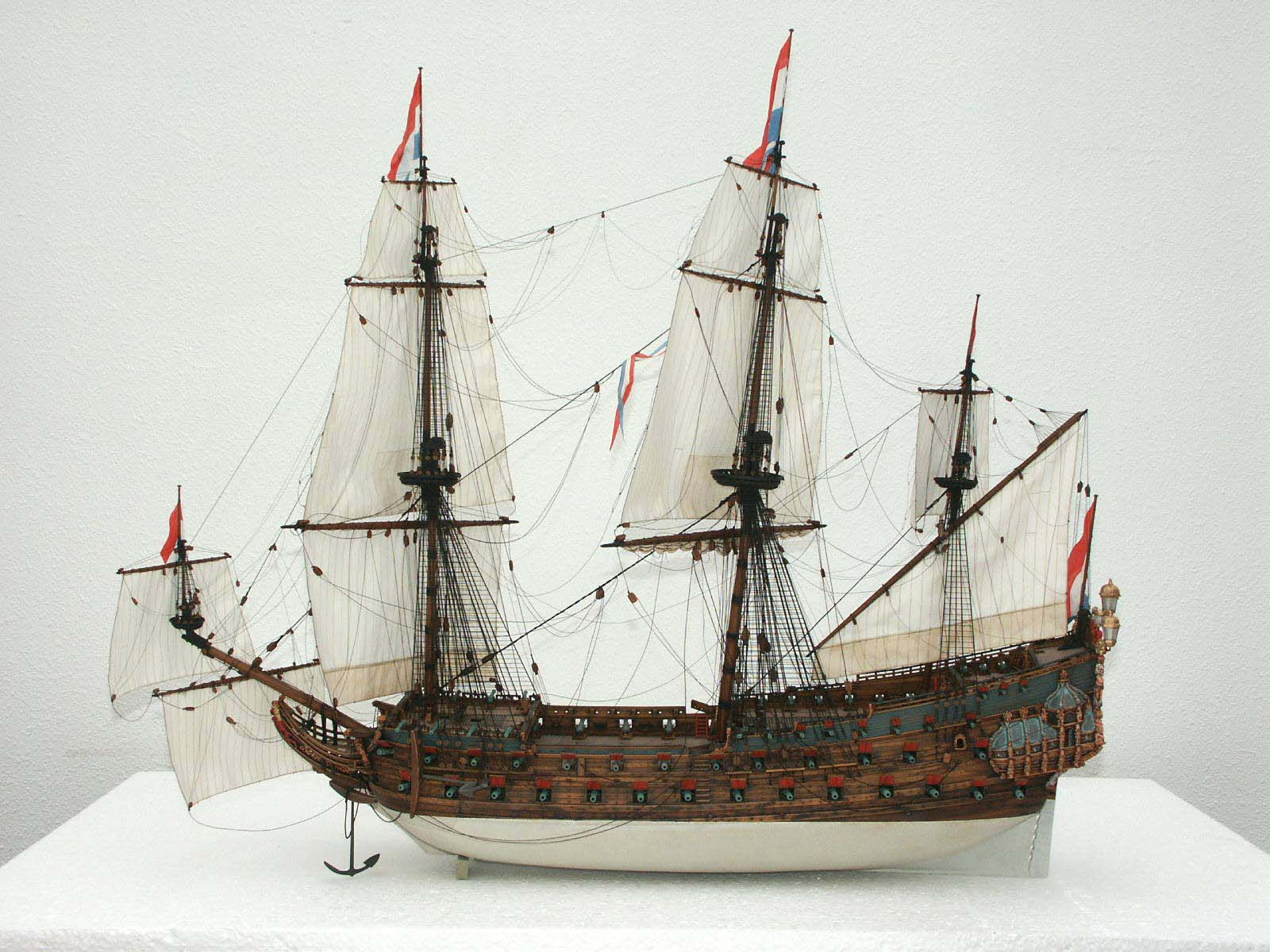
Een schaalmodel van de Zeven Provinciën

Linieschepen waren in de tijd van de zeilschepen de grootste oorlogsschepen van de zeemachten. Het waren drie- of viermasters met meer dan 50 stukken geschut. Enkele exemplaren hadden er zelfs meer dan 100. Het bekende vlaggenschip van Michiel de Ruyter, De Zeven Provinciën, had er 80 aan boord.
Later, aan het einde van de 18e eeuw, heeft het linieschip Delft (schip, 1787) met 50 stukken over twee dekken, 14 jaar dienst gedaan. Het boek dat de volledige geschiedenis van dit schip beschrijft, bevat ook het verslag van de zeeslag bij Kamperduin op 11 en 12 oktober 1797. De Engelsen en Hollanders voerden die slag in linie uit.
Er is getracht om een replica van dit schip te bouwen, maar die poging is gestaakt vanwege gebrek aan financiële middelen. Er was ook een website, maar die is opgeheven.
De naam verwijst naar de tactiek die in het midden van de 17e eeuw geformaliseerd werd om met de oorlogsschepen in een enkele slaglinie te varen zodat de vuurkracht op één afstand geconcentreerd kon worden. Lichtere schepen waren daartoe niet van nut omdat hun bewapening tekortschoot.
In verband met de vele ondieptes voor de Nederlandse kust werden de linieschepen van de Republiek, met enkele uitzonderingen, in de regel met niet meer dan twee geschutsdekken uitgerust. De zwaarste Engelse schepen waren doorgaans met drie van zulke dekken uitgerust. De Nederlandse schepen waren  ook wat korter en ronder van bouw. Ze waren zelden volgens een speciaal ontwerp als oorlogsschip gebouwd, maar als zwaarbewapende koopvaarder. Grote aantallen ingehuurde koopvaarders werden tot in de Tweede Engels-Nederlandse Oorlog aangepast als men oorlogsschepen nodig had.
Aan het einde van de 17e eeuw deelde de Royal Navy linieschepen in, in 1e, 2e 3e en 4e klasse (rate), op basis van het aantal stukken geschut, geplaatst in een ononderbroken rij. De Nederlandse marine gebruikte daarvoor de term charter. Vaak worden die termen achteraf op eerdere schepen toegepast, dat is dus anachronistisch.